# Gama Berenikinih kodrov
Gama Berenikinih kodrov, latinizirano iz γ Berenikinih kodrov, je enojna oranžna zvezda v severnem ozvezdju Berenikinih kodrov. Ker ima navidezni sij enak 4,36 je le rahlo vidna s prostim očesom. Sodeč po paralaksi 19,50 mas, je njena razdalja enaka 167 svetlobnih let od Sonca. Zvezda se od Sonca pomika vstran z radialno hitrostjo +3 km/s.
To je evolvirana orjakinja tipa K z zvezdno klasifikacijo K1 III Fe0.5. Zadnji del oznake nam pove, da ima zvezda nenormalno veliko železa v svojem spektru. Zelo verjetno je (91 % verjetnosti), da je na vodoravni veji s starostjo 2,7 milijard let. Če je to res, potem ima 1,65 Sončevih mas in 12 Sončevih polmerov. Zvezda iz svoje razširjene fotosfere seva 58 Sončevih izsevov pri površinski temperaturi približno 4.652 K. Gama Berenikinih kodrov je del Zvezdne kopice v Berenikinih kodrih, možno pa je, da sploh ni.